# Calle de la Madera
La calle de la Madera, antaño dividida en Madera Baja y Madera Alta, es una vía pública de la ciudad española de Madrid, situada en el barrio de Universidad, distrito Centro, y que une la calle de la Luna con la del Espíritu Santo.

## Historia

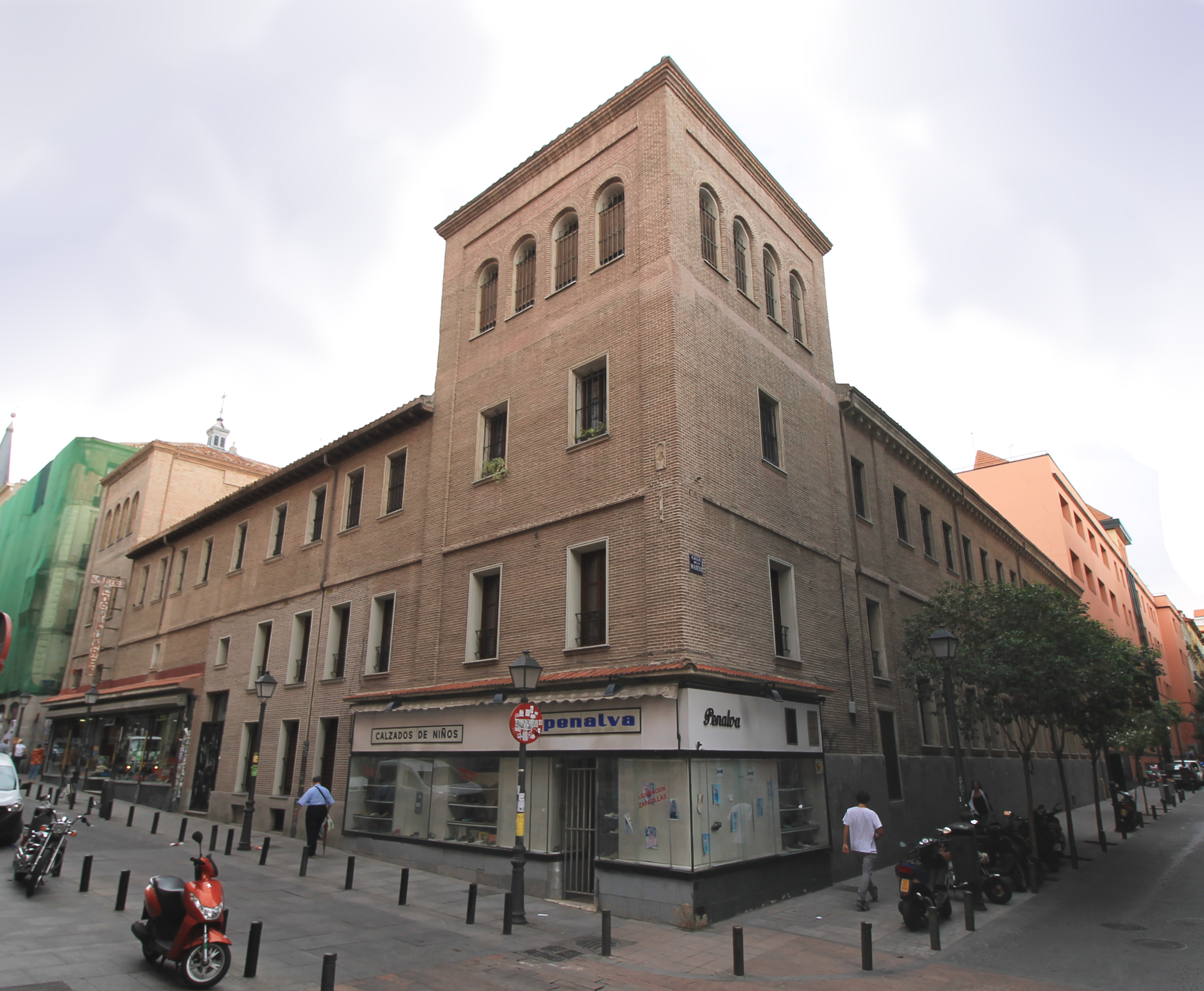
Convento de San Plácido, en la esquina con la calle del Pez.

Toma su nombre de los depósitos madereros que había en esta zona antes de ser urbanizada, allá por 1580.
Discurre desde la calle de la Luna hasta la calle del Espíritu Santo. En el plano de Texeira de 1656 aparecía con la denominación de «Madera Alta» y «Madera Baja» y está igualmente descrita en el Origen histórico y etimológico de las calles de Madrid de Antonio de Capmany, también dividida en Alta y Baja.
Según la tradición a comienzos del siglo xvi, el sitio que ocupa la calle estaba formado por unos corrales, propiedad de Catalina de la Cerda, en los que se acumulaba madera que se traía a Madrid para las construcciones. En 1889 existían antecedentes de construcciones particulares desde 1756. En la calle existía a finales del siglo xx una fuente del Viaje de la Alcubilla. La casa en el antiguo número 26 se cree que pudo haber pertenecido a Francisco de Quevedo y en el número 8 se hallaba instalada una capilla evangélica, además de la imprenta de Rivadeneyra antes de su traslado a la Cuesta de San Vicente. En la calle de la Madera se encuentra también el convento de San Plácido, fundado en 1623, en el cruce con la del Pez. En el actual número 26 vivió el compositor Luigi Boccherini, que compuso durante su estancia su ópera La Clementina, según recuerda una lápida en dicho número.
En la que fuera casa de Jerónimo de Barrionuevo, rico varón de la corte de Felipe IV, estuvo a partir de 1920 la redacción del diario La Libertad, escindido de El Liberal, con Luis de Oteyza como nuevo director. Antes, en 1863, nació en el número 20 de esta calle la actriz Loreto Prado. En el 17 de la calle también residió Fernando Arrabal, de crío, con su madre Carmen Terán.

## Referencias

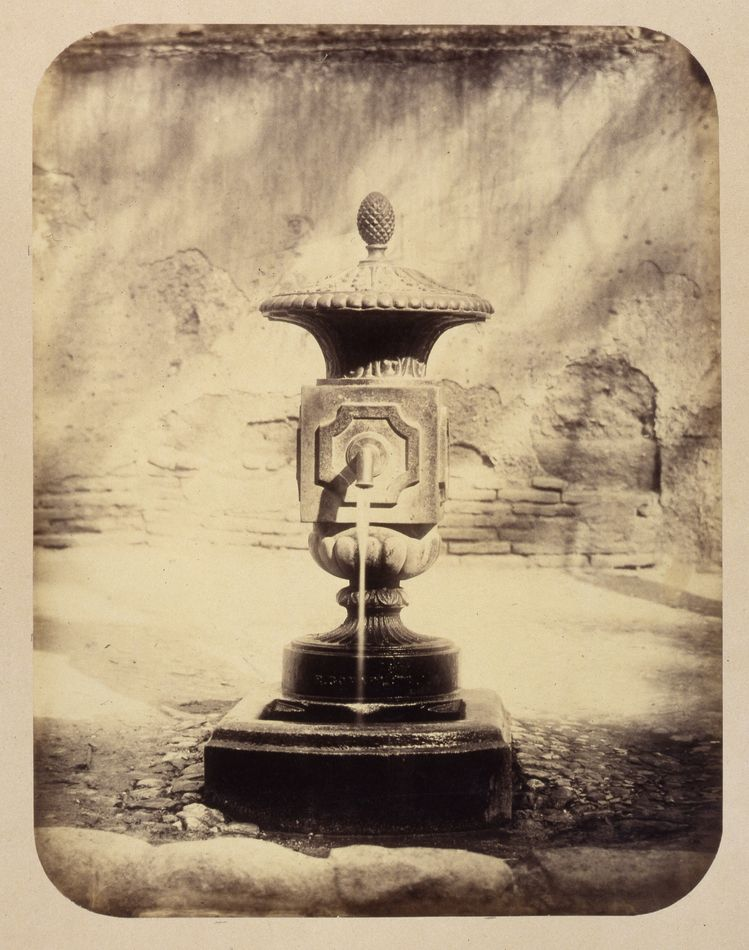
Caño vecinal de bronce fotografiado por Alfonso Begué en 1864. Patrimonio desaparecido.